# 多布羅韋利奇基夫卡

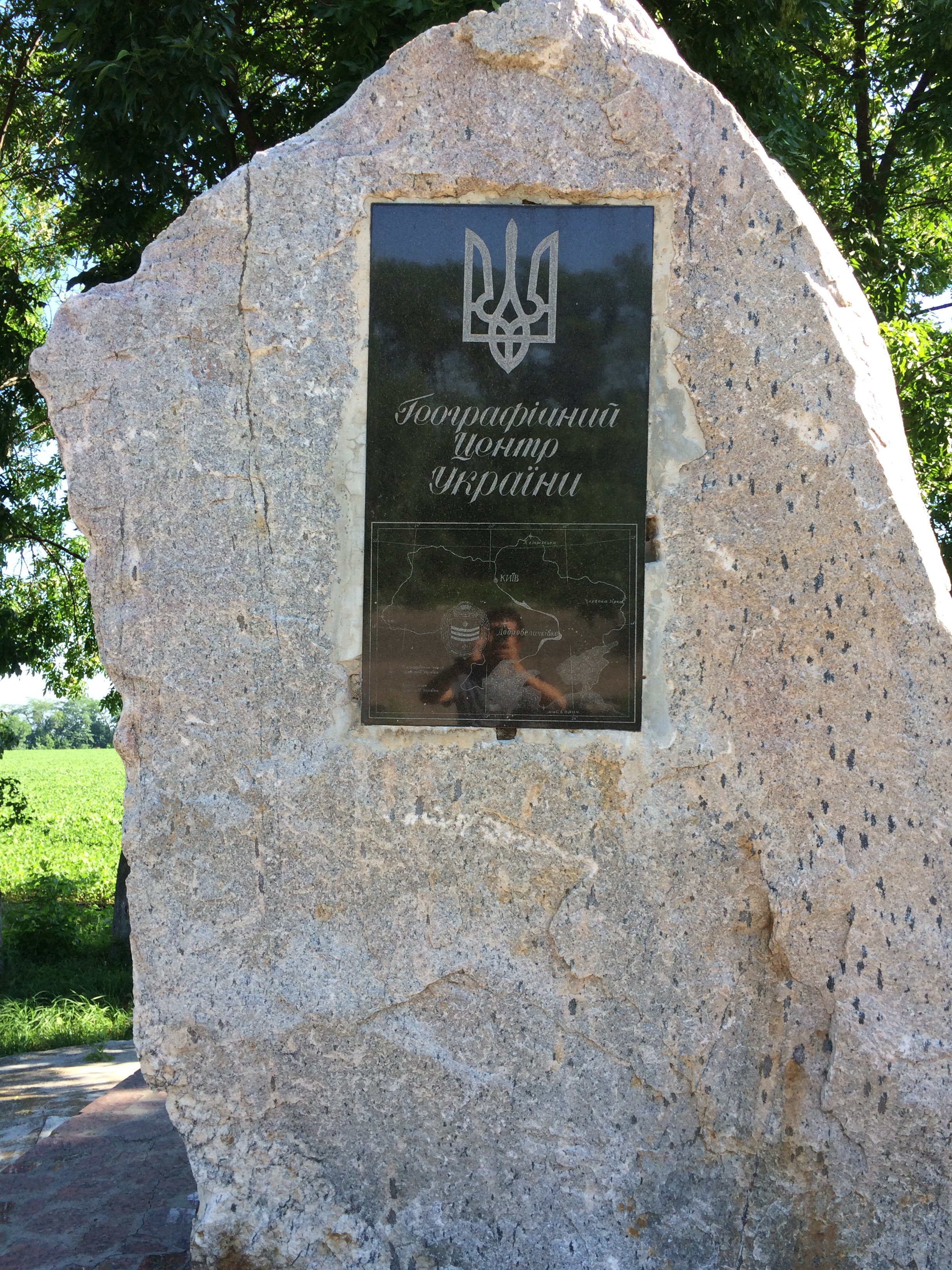
位于多布羅韋利奇基夫卡附近的乌克兰地理中心标记

多布羅韋利奇基夫卡（烏克蘭語：Добровеличківка），是烏克蘭中部基洛夫格勒州新烏克蘭卡區多布羅韋利奇基夫卡市鎮内的市級鎮及其行政中心。曾是原多布羅韋利奇基夫卡區的区府。始建於十八世紀，海拔高度171米，2011年人口5,931。
48°23′N 31°11′E / 48.383°N 31.183°E